# Magnar Solberg
Magnar Solberg, född 4 februari 1937 i Soknedal, är en norsk före detta skidskytt med framgångar under slutet av 1960-talet och början av 1970-talet.
Solbergs första internationella medalj är från 1968 då han överraskande vann guld på distansen i olympiska vinterspelen i Grenoble. Några dagar senare följde han upp guldet genom att vara med i det norska stafettlaget som vann silver i stafetten. Fyra år senare var Solberg inte uttagen till den norska OS-truppen till olympiska vinterspelen 1972 i Sapporo. Han fick till slut en chans att försvara sitt guld, vilket han också gjorde. Därigenom blev han den hittills (2010) äldste att i ett olympiskt vinterspel vinna ett individuellt guld. I stafetten vid samma OS så blev han med det norska laget fyra. 
Vid världsmästerskapen i skidskytte har Solberg tagit fem medaljer varav tre är silver i stafett och två är brons i distans. Han vann guld vid norska mästerskapen i stafett och distans 1972. 1968 blev Solberg nordisk mästare i distans. 
1968 tilldelades Magnar Solberg Aftenpostens guldmedalj för sitt guld vid olympiska vinterspelen samma år.